# Goranboy
Goranboy (en azerí: Goranboy) es una localidad de Azerbaiyán, capital del raión homónimo.
Se encuentra a una altitud de 156 m sobre el nivel del mar. 

## Demografía
Según estimación 2010 contaba con 7.993 habitantes.